# Juozas-Balčikonis-Gymnasium Panevėžys

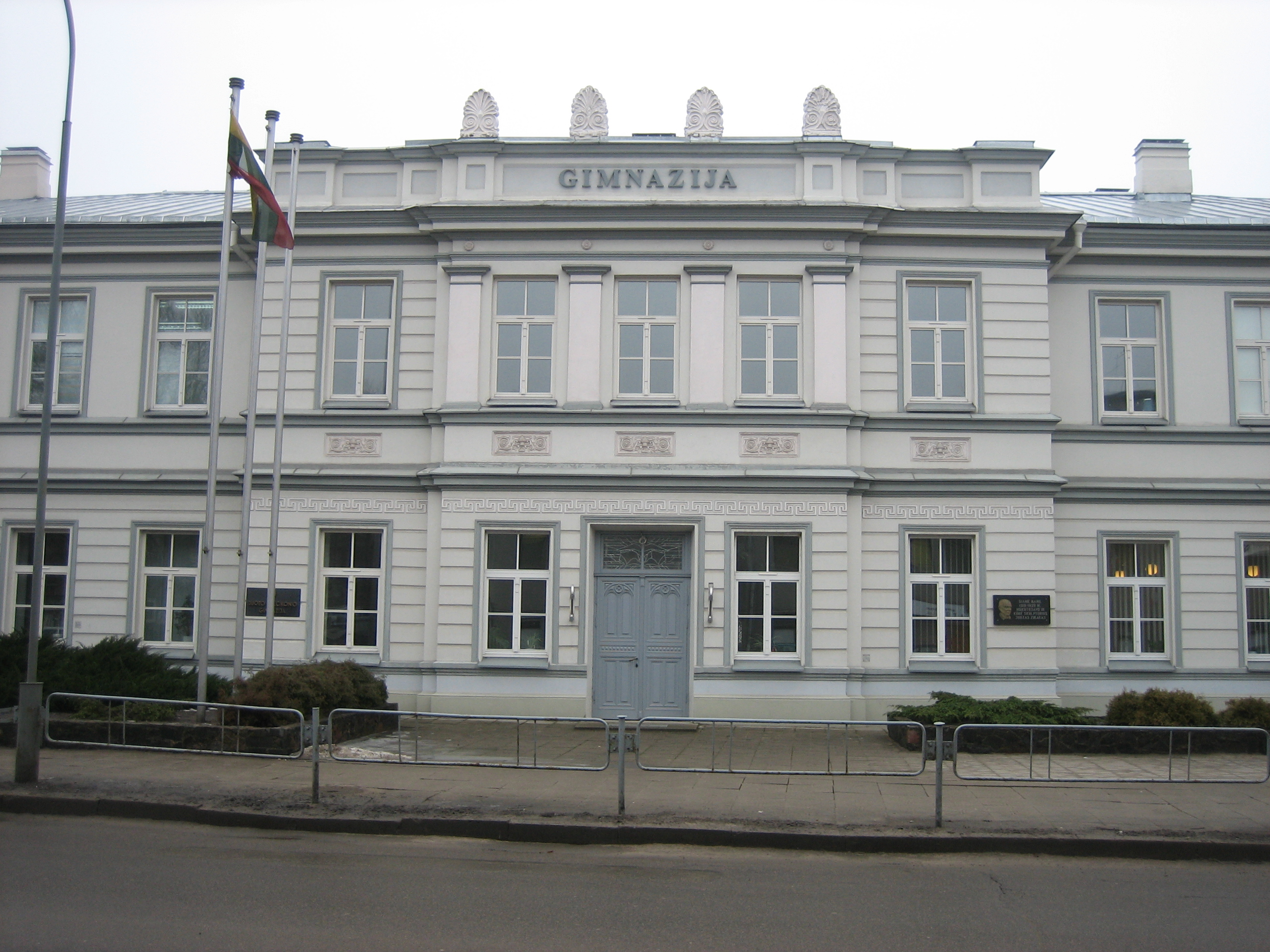
Gymnasium Panevėžys

Das Juozas-Balčikonis-Gymnasium Panevėžys (litauisch Panevėžio Juozo Balčikonio gimnazija) ist ein Gymnasium mit 772 Schülern und 60 Mitarbeitern in Panevėžys.

## Geschichte

### Piaristenschule
Von 1727 bis 1832 existierte die Piaristenschule am Nordteil des Unabhängigkeitsplatzes (Nepriklausomybės aikštė). Man lernte Polnisch, Latein und Russisch. Die Schüler nahmen 1823/24 und 1831 an den antizaristischen Bewegungen teil. Die Schule absolvierten der Architekt Laurynas Stuoka-Gucevičius, der Ingenieur Stanislovas Kerbedis u. a.

### Bajorenschule
Von 1841 bis 1865 war die Bajorenschule im neuen Schloss (jetzt: Klaipėdos g. 3) untergebracht, das an das russische Lehrerseminar überging. Die Lehrer und die Schüler nahmen am Aufstand von 1863 teil.

### Realschule
Von 1882 bis 1915 war hier die Realschule. Obwohl die Russifizierung stark war, gab es eine litauische nationale Bewegung und litauische Zeitungen. Von 1906 bis 1908 unterrichtete der Sprachwissenschaftler Jonas Jablonskis die litauische Sprache.

### Gymnasium
Das erste litauische Gymnasium wurde am 1. Oktober 1915 errichtet. Wegen der guten Bildung nannte man die Schule „Respublik Panevėž“. Hier gab es viele litauische Jugendorganisationen wie „Meno kuopa“, Ateitininkai (eine katholische Jugendorganisation), Aušrininkai, die Pfadfinder und Lietuvos šaulių sąjunga (eine paramilitärische nicht-staatliche Organisation zur Unterstützung der litauischen Unabhängigkeit).

### Mittelschule
Nach dem Zweiten Weltkrieg wurde die Schule zur Mittelschule. 1970 bekam sie den Namen des Direktors Juozas Balčikonis. Von 1945 bis 1992 wurden 179 Abiturienten mit der Goldmedaille ausgezeichnet.

### Juozas-Balčikonis-Gymnasium
Nach der Unabhängigkeit Litauens von der UdSSR erlangte die Schule den Status des Gymnasiums.

## Direktoren
| - 1915–1918: Marija Putramentienė-Giedraitienė - 1919: Jonas Baronas - 1919–1920: Juozas Balčikonis - 1920–1925: Jonas Yčas | - 1925–1927: Konstantinas Šakenis - 1927–1934: Julijonas Lindė-Dobilas - 1935–1940: Jurgis Elisonas - 1940–1941: J. Navasaitis ir J. Keisminas | - 1941–1944: Petras Būtėnas - 1944–1946: Juozas Janulionis - S. Pikelis - J. Truskauskas | - T. Pranskaitis - A. Dobrodziejienė - Vytautas Baliūnas - ab 1990: Raimondas Dambrauskas. |

## Berühmte Schüler
- Stasys Antanas Bačkis (1906–1999),  Diplomat und Jurist
- Jonas Černius (1898–1977), Generalmajor und Premierminister
- Vesta Kalvytė (* 1984), Schachspielerin (WFM)
- Mykolas Karka (1892–1984), Dirigent und Komponist
- Raimundas Karoblis (* 1968),  Verwaltungsjurist und Botschafter
- Rimutis Klevečka (* 1956),  Botschafter und Zollbeamter
- Mindaugas Maksimaitis (* 1933), Rechtshistoriker, Professor an der MRU-Universität
- Loreta Maskaliovienė (* 1972), Politikerin, Vizeministerin der Finanzen und des Verkehrs
- Dangutė Mikutienė (*  1966),  Politikerin, Mitglied des Seimas
- Gintautas Paluckas (* 1979), Politiker, Premierminister
- Stasys Pundzevičius (1893–1980), Divisionsgeneral
- Rytis Mykolas Račkauskas (* 1959), Politiker, Bürgermeister von Panevėžys
- Antanas Sučila (1917–2017), Chirurg und Professor
- Arūnas Štaras (* 1951), Mathematiker und Politiker, Vizeminister
- Vilija Targamadzė (* 1958), Politikerin und Pädagogin, Professorin, Seimas-Mitglied
- Ignacas Stasys Uždavinys (1935–2023),  Mathematiker und Politiker, Seimas-Mitglied